# Teagene di Patrasso
Teagene di Patrasso (in greco Θεαγένης, Theaghènes; fl. II secolo)  è stato un filosofo cinico.

## Biografia
Vissuto nel II secolo d.C., fu legato da intima amicizia al cinico Peregrino Proteo.
È conosciuto soprattutto nella sua qualità di personaggio della satira De morte Peregrini, opera di Luciano di Samosata.